# Alexander von Zemlinsky
Alexander (von) Zemlinsky est un compositeur autrichien, né le 14 octobre 1871 à Vienne et mort le 15 mars 1942 à New York.

## Biographie
Zemlinsky étudie au conservatoire de Vienne où il se lie d'amitié avec Arnold Schönberg, futur époux de sa sœur Mathilde. Il devient directeur de l'Opéra d'État de Prague où il dirige plusieurs de ses compositions. Né juif, Zemlinsky embrasse la Réforme en 1906 et convainc Schönberg, qui a épousé sa sœur, de l'imiter en 1912. Il quitte l'Europe pour les États-Unis en 1938 où il meurt, méconnu.
Héritier direct de Gustav Mahler et de Richard Strauss, il a exercé une activité de pédagogue, notamment vis-à-vis de Korngold ou encore de Schönberg. Lorsque ce dernier crée le dodécaphonisme, Zemlinsky n'en subit que peu l'influence et reste un compositeur post-romantique expressionniste.
On lui doit d'avoir mis en musique des poèmes de Christian Morgenstern, de Maurice Maeterlinck, de Richard Dehmel ou de Rabindranath Tagore, et d'avoir composé des opéras sur des contes de Wilde.
Son rôle dans les milieux musicaux viennois des années 1910 et 1920 ainsi que la valeur de sa musique sont largement sous-estimés, malgré un regain d'intérêt de la communauté musicale et du public qui a commencé à se manifester au cours des années 1970.

## Œuvre
Zemlinsky laisse un catalogue d'environ 70 œuvres.

### Orchestre
- Symphonie en mi mineur (1891, deux mouvements ont été préservés)
- Symphonie no 1 en ré mineur (1892-93)
- Symphonie no 2 en si bémol majeur (1897)
- Trois suites tirées du ballet Der Triumph der Zeit (1902)
- Die Seejungfrau, fantaisie d'après Hans Christian Andersen (1902-03, première à Vienne en 1905)
- Sinfonietta, op. 23 (1934, première à Prague en 1935)

### Opéras
- Sarema, die Rose vom Kaukasus (Sarema, la rose du Caucase), en trois actes, livret du compositeur et d'Arnold Schoenberg (1893-95, première à Munich en 1897).
- Es war einmal… (Il était une fois…), en trois actes, livret de Maximilian Singer d'après Holger Drachmann (1897-99, révisé en 1912, première à Vienne en 1900 dirigée par Gustav Mahler).
- Der Traumgörge (George le rêveur), en deux actes, livret de Leo Feld (1904-06, première à Nuremberg en 1980).
- Kleider machen Leute (Les vêtements font les gens : L'habit fait le moine), en trois actes, livret de Leo Feld d'après Gottfried Keller (trois versions, 1908-1909/1910/1922, première à Vienne en 1910).
- Eine florentinische Tragödie (Une tragédie florentine), en un acte, op. 16, livret d'Oscar Wilde et Max Meyerfeld (1915/16, première à Stuttgart en 1917).
- Der Zwerg (Le Nain), en un acte, op. 17, livret de Georg C. Klaren d'après l'œuvre de Oscar Wilde (1919-21, première à Cologne en 1922 dirigée par Otto Klemperer).
- Der Kreidekreis (Le Cercle de craie), en trois actes, op. 21, livret du compositeur d'après Klabund (1930-32, première à Zurich en 1933).
- Der König Kandaules (Le Roi Candaule), en trois actes, op. 26, livret du compositeur d'après la pièce de théâtre d’André Gide (1935/36, orchestration complétée par Antony Beaumont en 1992-96, première à Hambourg en 1996).

### Autres œuvres liées à la scène
- Ein Lichtstrahl (Un trait de lumière), mime pour piano, d'après l'histoire d'Oskar Geller (1901, révisée en 1902).
- Ein Tanzpoem (1901-04).
- Musique de scène pour Cymbeline de Shakespeare, pour ténor, récitant et orchestre (1913-15).

### Chorales
- Frühlingsglaube, pour chœur mixte et orchestre à cordes (1896).
- Geheimnis, pour chœur mixte et orchestre à cordes (1896).
- Minnelied, pour chœur d'hommes et ensemble de chambre (1895 environ).
- Hochzeitsgesang, pour ténor solo, chœur, et orgue (1896).
- Aurikelchen, pour chœur de femmes (1920 environ).
- Frühlingsbegräbnis, cantate pour soprano, baryton, chœur mixte et orchestre (1896/97, révisée en 1903 environ).
  1. Horch! vom Hügel
  2. Schöner Jüngling
  3. Wie lieblich er ruht
  4. Stumm in Wehmut schaut der Mond herab'
  5. Und ein Specht klopft an den Föhrenstamm
  6. Als so weihevoll der Alte sprach
  7. Horch ! vom Hügel welch' ein wilder Klang ?
- Psaume 83, pour solistes, chœur mixte et orchestre (1900).
- Psaume 23, pour chœur mixte et orchestre, op. 14 (1910, première à Vienne en 1910).
- Psaume 13, pour chœur mixte et orchestre, op. 24 (1935).

### Voix et orchestre
- Waldgespräch, pour soprano, deux cors, harpe et cordes (1896).
- Maiblumen blühten überall, pour soprano et sextuor à cordes (1898 environ).
- Sechs Gesänge, d'après des poèmes de Maurice Maeterlinck, op. 13 (1913, orchestré de 1913 à 1921).
- Symphonie lyrique pour soprano, baryton et orchestre, op. 18, d'après des poèmes de Rabindranath Tagore (1922-23).
- Symphonische Gesänge, pour baryton ou alto et orchestre, op. 20 (1929).

### Lieder avec piano
- Lieder, op. 2 (1895-96).
- Gesänge, op. 5 (1896-97).
- Walzer-Gesänge nach toskanischen Liedern von Ferdinand Gregorovius, op. 6 (1898).
- Irmelin Rose und andere Gesänge, op. 7 (1898/99).
- Turmwächterlied und andere Gesänge, op. 8 (1898/99).
- Ehetanzlied und andere Gesänge, op. 10 (1899-1901).
- Sechs Gesänge, d'après des poèmes de Maurice Maeterlinck, op. 13 (1913).
- Sept lieder, op. 22 (1934, première à Prague en 1934).
- Deux lieder, op. 27 (1937).
- Trois lieder (1939).

### Musique de chambre
- Trois pièces pour violoncelle et piano (1891).
- Quatuor à cordes en mi mineur (1893 environ).
- Sonate en la mineur pour violoncelle et piano (1894).
- Sérénade pour violon et piano (1895).
- Trio pour clarinette (ou violon), violoncelle et piano en ré mineur, op. 3 (1896).
- Deux mouvements pour quatuor à cordes (1894/1896).
- Quatuors à cordes
  - Quatuor à cordes nº 1 en la majeur, op. 4 (1896).
  - Quatuor à cordes nº 2, op. 15 (1913-15, première à Vienne en 1918).
  - Quatuor à cordes nº 3, op. 19 (1924).
  - Quatuor à cordes nº 4, op. 25 (1936).
- Deux mouvements pour quatuor à cordes (1927).
- Quatuor pour clarinette, violon, alto et violoncelle (1938/39) – fragments.
- Humoreske pour quintette à vents (1939).
- Jagdstück pour deux cors et piano (1939).

### Piano
- Ländliche Tanze, op. 1 (1892).
- Quatre ballades (1892-93).
- Albumblatt (Erinnerung aus Wien) (1895).
- Skizze (1896).
- Fantasien über Gedichte von Richard Dehmel, op. 9 (1898).
- Menuet tiré de Das gläserne Herz (1901).